# Sphaerophragmium fimbriatum
Sphaerophragmium fimbriatum är en svampart som beskrevs av Mains 1935. Sphaerophragmium fimbriatum ingår i släktet Sphaerophragmium och familjen Raveneliaceae.   Inga underarter finns listade i Catalogue of Life.